# Провулок Ужгородський (Дрогобич)
Провулок У́жгородський — один з провулків Дрогобича. Простягається з півдня на північ на 180 метрів. Починається від вулиці Горішня Брама, № 56 і прилучається до вулиці Володимира Івасюка.

## Назва
Названий на честь найменшого в Україні обласного центру  — міста Ужгород.

## Історія та забудова
До провулку адресно не прикріплено жодної будівлі. Натомість наявні хати, що відносяться до вулиць Горішня Брама, Володимира Івасюка та Дмитра Барського. 

Забудова вулиці особнякова.